# Fiona Hutchison
Fiona Hutchison (* 17. Mai 1960 in Miami, Florida) ist eine britisch-US-amerikanische Schauspielerin.

## Leben
Sie gab 1986 ihr Filmdebüt in Sturzflug durch die Zeit, wo sie gleich die weibliche Hauptrolle spielte. 1988 war sie an der Seite von Rod Steiger und Yvonne De Carlo in Dark Paradise zu sehen. Großen Erfolg feierte Hutchison außerdem als Jenna Bradshaw in der Seifenoper Springfield Story wo sie von 1992 bis 1994 und von 1996 bis 1998 mitspielte. Für ihre Rolle wurde sie 1994 für den Emmy nominiert. Im Jahre 2008 sah man sie in einer Gastrolle in Law & Order.
Fiona Hutchison war von 1987 bis 1992 mit Sean Dromgoole verheiratet. Seit 1994 ist sie die Ehefrau des Schauspielers John Viscardi. Das Paar hat zwei gemeinsame Söhne.

## Filmografie (Auswahl)
- 1986: Der Biggles-Effekt (Biggles: Adventures in Time)
- 1988: Dark Paradise (American Gothic)
- 1997: Die FBI Connection (Deep Cover)
- 1997–2009: Springfield Story (Guiding Light, Fernsehserie)